# 480 km Montreala 1990
480 km Montreala 1990 je bila osma dirka Svetovnega prvenstva športnih dirkalnikov v sezoni 1990. Odvijala se je 23. septembra 1990.

## Rezultati
| Poz    | Razred | Št | Moštvo                           | Dirkači                             | Šasija                             | Gume | Krogi |
| Poz    | Razred | Št | Moštvo                           | Dirkači                             | Motor                              | Gume | Krogi |
| ------ | ------ | -- | -------------------------------- | ----------------------------------- | ---------------------------------- | ---- | ----- |
| 1      | C      | 1  | Team Sauber Mercedes             | Jean-Louis Schlesser Mauro Baldi    | Mercedes-Benz C11                  | G    | 61    |
| 1      | C      | 1  | Team Sauber Mercedes             | Jean-Louis Schlesser Mauro Baldi    | Mercedes-Benz M119 5.0L Turbo V8   | G    | 61    |
| 2      | C      | 23 | Nissan Motorsports International | Mark Blundell Julian Bailey         | Nissan R90CK                       | D    | 61    |
| 2      | C      | 23 | Nissan Motorsports International | Mark Blundell Julian Bailey         | Nissan VHR35Z 3.5L Turbo V8        | D    | 61    |
| 3      | C      | 14 | Richard Lloyd Racing             | Manuel Reuter                       | Porsche 962C GTi                   | G    | 61    |
| 3      | C      | 14 | Richard Lloyd Racing             | Manuel Reuter                       | Porsche Type-935 3.0L Turbo Flat-6 | G    | 61    |
| 4      | C      | 10 | Porsche Kremer Racing            | Bernd Schneider                     | Porsche 962CK6                     | Y    | 61    |
| 4      | C      | 10 | Porsche Kremer Racing            | Bernd Schneider                     | Porsche Type-935 3.0L Turbo Flat-6 | Y    | 61    |
| 5      | C      | 24 | Nissan Motorsports International | Kenny Acheson                       | Nissan R90CK                       | D    | 61    |
| 5      | C      | 24 | Nissan Motorsports International | Kenny Acheson                       | Nissan VHR35Z 3.5L Turbo V8        | D    | 61    |
| 6      | C      | 7  | Joest Porsche Racing             | Bob Wollek Frank Jelinski           | Porsche 962C                       | M    | 61    |
| 6      | C      | 7  | Joest Porsche Racing             | Bob Wollek Frank Jelinski           | Porsche Type-935 3.2L Turbo Flat-6 | M    | 61    |
| 7      | C      | 37 | Toyota Team Tom's                | Geoff Lees John Watson              | Toyota 89C-V                       | B    | 60    |
| 7      | C      | 37 | Toyota Team Tom's                | Geoff Lees John Watson              | Toyota R36V 3.6L Turbo V8          | B    | 60    |
| 8      | C      | 8  | Joest Porsche Racing             | Jonathan Palmer Hans-Joachim Stuck  | Porsche 962C                       | M    | 60    |
| 8      | C      | 8  | Joest Porsche Racing             | Jonathan Palmer Hans-Joachim Stuck  | Porsche Type-935 3.2L Turbo Flat-6 | M    | 60    |
| 9      | C      | 2  | Team Sauber Mercedes             | Jochen Mass Karl Wendlinger         | Mercedes-Benz C11                  | G    | 60    |
| 9      | C      | 2  | Team Sauber Mercedes             | Jochen Mass Karl Wendlinger         | Mercedes-Benz M119 5.0L Turbo V8   | G    | 60    |
| 10 DNF | C      | 15 | Brun Motorsport                  | Oscar Larrauri Harald Huysman       | Porsche 962C                       | Y    | 59    |
| 10 DNF | C      | 15 | Brun Motorsport                  | Oscar Larrauri Harald Huysman       | Porsche Type-935 3.0L Turbo Flat-6 | Y    | 59    |
| 11     | C      | 26 | Obermaier Racing                 | Harald Grohs                        | Porsche 962C                       | G    | 59    |
| 11     | C      | 26 | Obermaier Racing                 | Harald Grohs                        | Porsche Type-935 3.0L Turbo Flat-6 | G    | 59    |
| 12     | C      | 29 | Chamberlain Engineering          | Richard Piper                       | Spice SE89C                        | G    | 59    |
| 12     | C      | 29 | Chamberlain Engineering          | Richard Piper                       | Ford Cosworth DFZ 3.5L V8          | G    | 59    |
| 13     | C      | 9  | Joest Racing                     | Henri Pescarolo "John Winter"       | Porsche 962C                       | G    | 59    |
| 13     | C      | 9  | Joest Racing                     | Henri Pescarolo "John Winter"       | Porsche Type-935 3.0L Turbo Flat-6 | G    | 59    |
| 14     | C      | 36 | Toyota Team Tom's                | Johnny Dumfries Roberto Ravaglia    | Toyota 90C-V                       | B    | 58    |
| 14     | C      | 36 | Toyota Team Tom's                | Johnny Dumfries Roberto Ravaglia    | Toyota R36V 3.6L Turbo V8          | B    | 58    |
| 15 DNF | C      | 3  | Silk Cut Jaguar                  | Martin Brundle Jan Lammers          | Jaguar XJR-11                      | G    | 58    |
| 15 DNF | C      | 3  | Silk Cut Jaguar                  | Martin Brundle Jan Lammers          | Jaguar JV6 3.5L Turbo V6           | G    | 58    |
| 16 DNF | C      | 17 | Brun Motorsport                  | Bernard Santal                      | Porsche 962C                       | Y    | 58    |
| 16 DNF | C      | 17 | Brun Motorsport                  | Bernard Santal                      | Porsche Type-935 3.0L Turbo Flat-6 | Y    | 58    |
| 17     | C      | 27 | Obermaier Racing                 | Otto Altenbach Jürgen Lässig        | Porsche 962C                       | G    | 58    |
| 17     | C      | 27 | Obermaier Racing                 | Otto Altenbach Jürgen Lässig        | Porsche Type-935 3.0L Turbo Flat-6 | G    | 58    |
| 18     | C      | 34 | Equipe Alméras Fréres            | Jacques Alméras Jean-Marie Alméras  | Porsche 962C                       | G    | 57    |
| 18     | C      | 34 | Equipe Alméras Fréres            | Jacques Alméras Jean-Marie Alméras  | Porsche Type-935 3.0L Turbo Flat-6 | G    | 57    |
| 19 DNF | C      | 12 | Courage Compétition              | Denis Morin Bernard Thuner          | Cougar C24S                        | G    | 56    |
| 19 DNF | C      | 12 | Courage Compétition              | Denis Morin Bernard Thuner          | Porsche Type-935 3.0L Turbo Flat-6 | G    | 56    |
| 20     | C      | 39 | Swiss Team Salamin               | Antoine Salamin Max Cohen-Olivar    | Porsche 962C                       | G    | 56    |
| 20     | C      | 39 | Swiss Team Salamin               | Antoine Salamin Max Cohen-Olivar    | Porsche Type-935 3.0L Turbo Flat-6 | G    | 56    |
| 21     | C      | 22 | Spice Engineering                | Wayne Taylor Fermín Vélez           | Spice SE90C                        | G    | 55    |
| 21     | C      | 22 | Spice Engineering                | Wayne Taylor Fermín Vélez           | Ford Cosworth DFR 3.5L V8          | G    | 55    |
| 22     | C      | 32 | Konrad Motorsport                | Franz Konrad Harri Toivonen         | Porsche 962C                       | G    | 52    |
| 22     | C      | 32 | Konrad Motorsport                | Franz Konrad Harri Toivonen         | Porsche Type-935 3.0L Turbo Flat-6 | G    | 52    |
| 23 DNF | C      | 13 | Courage Compétition              | Pascal Fabre Michel Trollé          | Cougar C24S                        | G    | 46    |
| 23 DNF | C      | 13 | Courage Compétition              | Pascal Fabre Michel Trollé          | Porsche Type-935 3.0L Turbo Flat-6 | G    | 46    |
| 24 DNF | C      | 4  | Silk Cut Jaguar                  | Andy Wallace Davy Jones             | Jaguar XJR-11                      | G    | 37    |
| 24 DNF | C      | 4  | Silk Cut Jaguar                  | Andy Wallace Davy Jones             | Jaguar JV6 3.5L Turbo V6           | G    | 37    |
| 25 DNF | C      | 20 | Team Davey                       | Tim Lee-Davey                       | Porsche 962C                       | D    | 30    |
| 25 DNF | C      | 20 | Team Davey                       | Tim Lee-Davey                       | Porsche Type-935 3.0L Turbo Flat-6 | D    | 30    |
| 26 DNF | C      | 30 | GP Motorsport                    | Beppe Gabbiani                      | Spice SE90C                        | D    | 23    |
| 26 DNF | C      | 30 | GP Motorsport                    | Beppe Gabbiani                      | Ford Cosworth DFZ 3.5L V8          | D    | 23    |
| 27 DNF | C      | 16 | Brun Motorsport                  | Jésus Pareja Walter Brun            | Porsche 962C                       | Y    | 22    |
| 27 DNF | C      | 16 | Brun Motorsport                  | Jésus Pareja Walter Brun            | Porsche Type-935 3.0L Turbo Flat-6 | Y    | 22    |
| 28 DNF | C      | 44 | Peugeot Talbot Sport             | Keke Rosberg Jean-Pierre Jabouille  | Peugeot 905                        | M    | 22    |
| 28 DNF | C      | 44 | Peugeot Talbot Sport             | Keke Rosberg Jean-Pierre Jabouille  | Peugeot SA35 3.5L V10              | M    | 22    |
| 29 DNF | C      | 41 | Alba Formula                     | Giorgio Francia                     | Alba AR20                          | G    | 8     |
| 29 DNF | C      | 41 | Alba Formula                     | Giorgio Francia                     | Buick 4.5L V6                      | G    | 8     |
| 30 DNF | C      | 35 | Automobiles Louis Descartes      | François Migault Luigi Taverna      | ALD C289                           | D    | 3     |
| 30 DNF | C      | 35 | Automobiles Louis Descartes      | François Migault Luigi Taverna      | Ford Cosworth DFL 3.3L V8          | D    | 3     |
| DNS    | C      | 21 | Spice Engineering                | Wayne Taylor Fermín Vélez           | Spice SE90C                        | G    | -     |
| DNS    | C      | 21 | Spice Engineering                | Wayne Taylor Fermín Vélez           | Ford Cosworth DFR 3.5L V8          | G    | -     |
| DNS    | C      | 28 | Chamberlain Engineering          | Nick Adams Charles Zwolsman         | Spice SE89C                        | G    | -     |
| DNS    | C      | 28 | Chamberlain Engineering          | Nick Adams Charles Zwolsman         | Ford Cosworth DFZ 3.5L V8          | G    | -     |
| DNQ    | C      | 40 | The Berkeley Team London         | Ranieri Randaccio Pasquale Barberio | Spice SE89C                        | G    | -     |
| DNQ    | C      | 40 | The Berkeley Team London         | Ranieri Randaccio Pasquale Barberio | Ford Cosworth DFZ 3.5L V8          | G    | -     |

## Statistika
- Najboljši štartni položaj - #1 Team Sauber Mercedes - 1:25.407
- Najhitrejši krog - #1 Team Sauber Mercedes - 1:28.725
- Razdalja - 267.79km
- Povprečna hitrost - 153.461km/h